# Philenora chionastis
Philenora chionastis är en fjärilsart som beskrevs av Edward Meyrick 1886. Philenora chionastis ingår i släktet Philenora och familjen björnspinnare. Inga underarter finns listade i Catalogue of Life.